# Giovanni Gagliardi
Giovanni Alberto Gagliardi (Castelvetro Piacentino, 14 febbraio 1882 – Castelvetro Piacentino, 26 settembre 1964) è stato un fisarmonicista e compositore italiano.

## Biografia
Nato nella frazione di Croce Santo Spirito nel Comune di Castelvetro Piacentino (Piacenza) il 14 febbraio 1882, fin da bambino s'appassionò alla musica quando gli fu regalata un'ocarina e successivamente andò a lezioni di fisarmonica da un maestro di Cremona, Raffaele D'Alessandro, cominciando a suonare nell'osteria di famiglia; successivamente intraprese l'attività di suonatore girovago girando per l'Italia e nel 1906 raggiunse Metz nella Lorena francese. Dopo un breve rimpatrio per acquisire un diploma a Bologna ripercorse la strada già fatta per raggiungere Parigi, capitale della cultura e del divertimento. Sempre a Metz nel 1907 avvenne l'incontro con Guido Deiro che diviene allievo; in seguito raggiunse Parigi frequentando l'ambiente degli artisti a Montmartre e nel frattempo entrò in contatto con la ditta Antonio Schenardi, costruttore di fisarmoniche, per migliorare tecnicamente lo strumento. Convinto pacifista, non partecipò alla Prima Guerra Mondiale in quanto obiettore di coscienza. Venne rinchiuso in diversi manicomi fino al 1919 e successivamente durante il Fascismo, venne confinato a Ventotene fino al Marzo 1943 poco prima della caduta di Mussolini nel 1943. Alla fine della Seconda Guerra Mondiale ritornò a fare il suo lavoro di daziere presso il comune di Castelvetro Piacentino e predicatore laico di fede protestante fino alla sua morte nel 1964 a 82 anni. 

## 1909 - 1° recital di musica classica
Con queste parole lo storico Pierre Monichon descrisse l'evento: "in un cinema della rue de Lyon a Parigi, davanti ad un pubblico sbalordito da quel che ascoltava, non credendo quasi ai propri orecchi. Suonava una fisarmonica Savoia modificata. Uno strumento misto che alla parte sinistra comportava, oltre i bassi standard due file di bottoni disposti secondo l'ordine dei tasti di un pianoforte, al posto della cinghia attuale. Questo modello gli consentiva di suonare brani dei suoi compositori prediletti, Verdi, Chopin, Grieg, Franchetti, Puccini e soprattutto Bach."

## 1910 - Brevetto della Cromo-Harmonica
Gagliardi depositò un brevetto per una fisarmonica da concerto. Dal documento originale il nome è Chromo-Accordeon però in tutti i testi viene riportato quello di Cromo-Harmonica.